# MIDlet
Een MIDlet is een applicatie die alleen gebruikmaakt van de in de MIDP en CLDC J2ME-standaarden gedefinieerde APIs. MIDlets zijn bedoeld voor draagbare apparaten met een beperkte hoeveelheid geheugen en een lage schermresolutie zoals mobiele telefoons en eenvoudige PDAs. Doordat MIDlets in Java worden geschreven zijn ze platform-onafhankelijk.
De term MIDlet is een samenstelling van de afkorting MID (Mobile Information Device) en het Engelse achtervoegsel -let (klein). Hiermee wordt aangesloten bij de termen applet en servlet.
MIDlets worden gedistribueerd als JAR bestand met daarin:
- een manifest bestand dat de inhoud van het JAR bestand beschrijft
- de benodigde Java .class bestanden
- overige benodigdheden, zoals plaatjes en geluidsbestanden

Een JAR-bestand kan meerdere MIDLets bevatten.